# Grecia classica

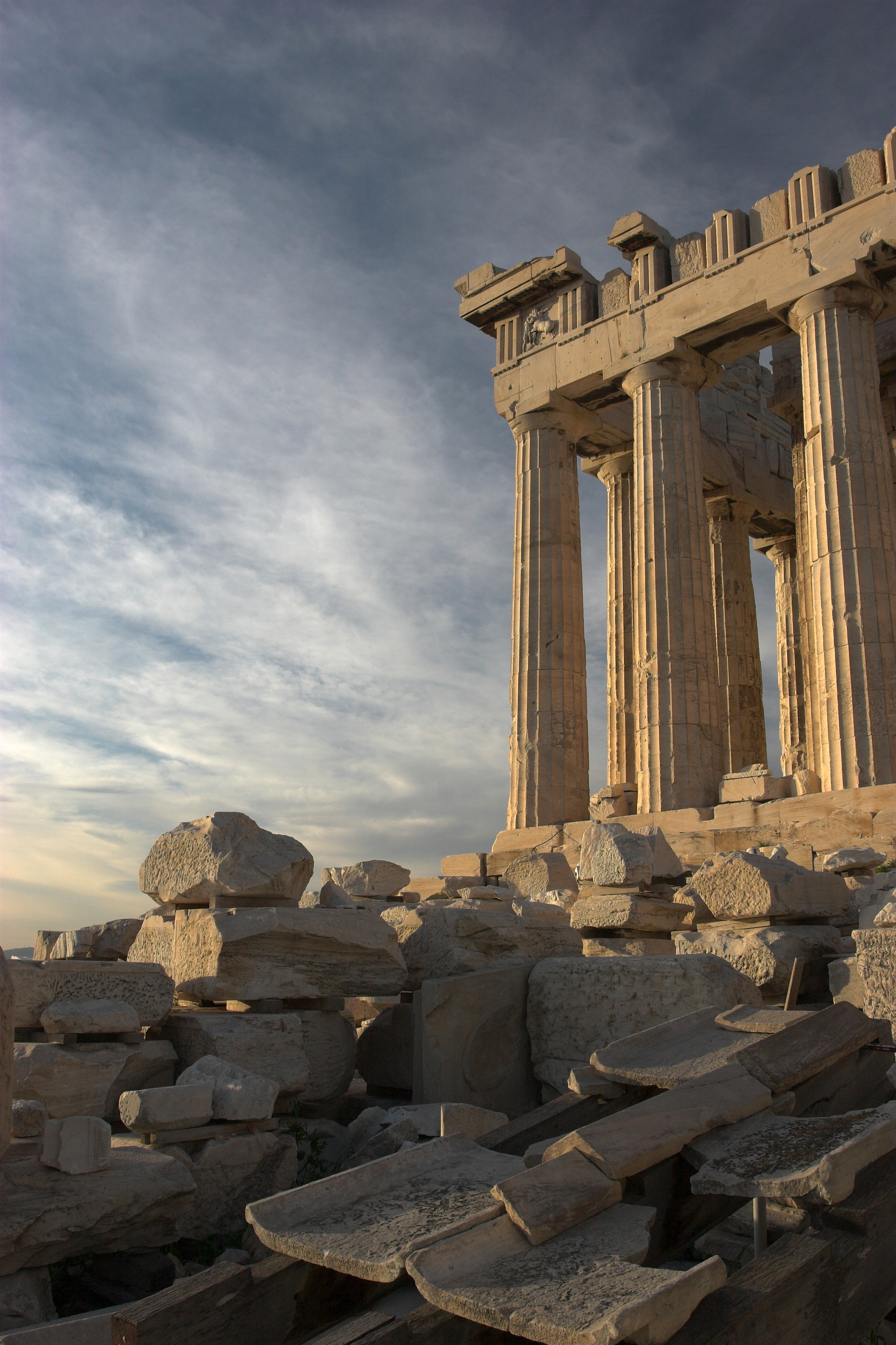
Il Partenone, ad Atene, Tempio alla dea Atena

Il periodo che viene generalmente indicato come Grecia classica durò circa 200 anni, dalla fine del VI alla fine del IV secolo a.C. Quest'epoca vide un conflitto estenuante con l'Impero persiano ed ebbe anche un forte impatto sull'Impero romano influenzando fortemente le fondamenta della civiltà occidentale. Gran parte della moderna politica occidentale, del pensiero artistico (architettura, scultura), del pensiero scientifico, teatro, letteratura e filosofia derivano da questo periodo di storia greca. Dopo la morte di Alessandro Magno inizia l'epoca ellenistica che terminerà con la vittoria di Augusto ad Azio nel 31 avanti Cristo.

## V secolo a.C.
Dal punto di vista della cultura ateniese nella Grecia classica, il periodo viene generalmente indicato come quello che va dal V al IV secolo a.C. Questo periodo è essenzialmente studiato dalla prospettiva ateniese perché Atene ci ha lasciato maggiori documentazioni, opere teatrali, e altri scritti rispetto a quanto fatto dagli altri antichi stati greci. In questo contesto, si può considerare che il primo evento significativo di questo periodo si verificò nel 480 a.C. che vide la vittoria greca nella Battaglia di Salamina, punto di svolta nelle guerre persiane. Secondo altre visioni, la data d'inizio è 510 a.C. (caduta del tiranno ateniese e le riforme di Clistene) oppure il 500 a.C. (rivolta ionica evento che provocò l'invasione persiana del 492 a.C.). 
I persiani (chiamati "medi") vennero poi definitivamente sconfitti nel 490 a.C. Un secondo tentativo persiano fallì nel 481-479 a.C. In seguito venne costituita la lega di Delo, sotto l'egemonia ateniese e come strumento di Atene. Gli eccessi di Atene causarono numerose rivolte tra le città alleate, tutte sedate con la forza, ma il dinamismo ateniese preoccupò Sparta e portò alla guerra del Peloponneso nel 431 a.C. Dopo che entrambe le potenze giunsero allo stremo, venne stipulata una breve pace alla quale seguì una nuova guerra che si risolse a vantaggio di Sparta. Atene venne definitivamente sconfitta nel 404 a.C. e le agitazioni interne ateniesi segnarono la fine del V secolo a.C. in Grecia.
Fin dall'inizio, Sparta era stata governata da una "diarchia". Questo significava che Sparta aveva due re che regnavano contemporaneamente per tutto il corso della sua storia. I due regni erano entrambi ereditari e appartenevano alle dinastie degli Agiadi ed Euripontidi. Presumibilmente, le linee ereditarie di queste due dinastie discendevano rispettivamente, da Euristene e Procle, discendenti gemelli di Ercole. Euristene e Procle si diceva avessero conquistato Sparta due generazioni dopo la guerra di Troia.

### Clistene
Nel 510 a.C., le truppe spartane aiutarono gli ateniesi a rovesciare il loro re, il tiranno Ippia, figlio di Pisistrato. Cleomene I, re di Sparta, mise in atto una oligarchia pro-spartani guidata da Isagora. Ma il suo rivale Clistene, con il sostegno della classe media e l'aiuto dei democratici, riuscì a prendere il sopravvento. Cleomene intervenne nel 508 e 506 a.C., ma non riuscì a scalzare Clistene, sostenuto dagli ateniesi. Attraverso le sue riforme, il popolo dotò la città di istituzioni isonomiche - cioè che tutti avevano gli stessi diritti e venne istituito l'ostracismo.
La democrazia isonomica di Clistene venne organizzata in 130 demo, che divennero i fondamentali elementi civici. I 10 000 cittadini di Atene esercitavano il loro potere attraverso l'Assemblea (ecclesia, in lingua greca) della quale facevano tutti parte, rappresentati da 500 cittadini scelti a caso.
La geografia amministrativa della città venne rimaneggiata, con l'obiettivo di avere gruppi politici misti - non federati da interessi locali - legati al mare, alla città e alle zone rurali - le cui decisioni (dichiarazione di guerra, ecc) dipendessero dalla loro posizione geografica. Inoltre, il territorio della città venne diviso in trenta trittrie come segue:
- 10 trittrie lungo la costa "Paralie";
- 10 trittrie nel centro urbano "Asty";
- 10 trittrie per le zone rurali "Mesogia".

Una tribù era costituita da tre trittrie, scelte a caso, una per ognuno dei tre gruppi. Ogni tribù, pertanto, agiva nell'interesse dei tre settori.
Fu questo corpus delle riforme che, alla fine, permise l'emergere di una democrazia più ampia negli anni 460 e 450 a.C.

### Guerre persiane
In Ionia (la moderna costa egea della Turchia), le città greche, che comprendevano grandi centri come Mileto e Alicarnasso, erano in grado di mantenere la loro indipendenza e passarono sotto l'Impero persiano a metà del VI secolo a.C. Nel 499 a.C. quando le regioni greche diedero vita alla rivolta ionica, Atene e altre città greche inviarono aiuti, ma furono rapidamente costrette a ritirarsi dopo la sconfitta del 494 a.C. alla battaglia di Lade. L'Asia Minore tornò sotto il controllo persiano.
Nel 492 a.C., il generale persiano Mardonio guidò una campagna tra la Tracia e la Macedonia e, anche se vittorioso, venne ferito e costretto a ritirarsi in Asia Minore. Inoltre, la flotta navale di circa 1200 navi, che aveva accompagnato Mardonio nella spedizione, venne distrutta da una tempesta al largo della costa del Monte Athos. Più tardi, i generali Artaferne e Dati conquistarono le isole dell'Egeo a seguito di una spedizione navale.
Nel 490 a.C., Dario il Grande, dopo aver represso la rivolta delle città ioniche, inviò una flotta per punire i greci. 100 000 persiani (gli storici sono incerti sul numero e variano da 18 000 a 100 000) sbarcarono in Attica con l'intenzione di conquistare Atene, ma vennero sconfitti alla battaglia di Maratona da un esercito greco di 9 000 opliti ateniesi e 1 000 platesi guidati dal generale Milziade. La flotta persiana continuò la sua rotta verso Atene, ma, vedendola presidiata, decise di non tentare un assalto.
Dieci anni dopo, nel 480 a.C., il successore di Dario, Serse I inviò un potentissimo esercito forte di 300 000 uomini, via terra, con il supporto di 1207 navi, che attraversò l'Ellesponto con l'ausilio di un doppio ponte di barche. Questo esercito giunse in Tracia, prima di scendere in Tessaglia e Beozia, mentre le navi razziavano le coste per rifornire le truppe. La flotta greca, nel frattempo, si lanciò per bloccare Capo Artemisio. Dopo essere stato ritardato da Leonida I, il re spartano della dinastia degli Agiadi, nella battaglia delle Termopili (una battaglia resa famosa dai 300 spartani e dai 700 tespiesi che affrontarono l'intero esercito persiano), Serse avanzò in Attica, dove conquistò e mise a ferro e fuoco Atene. Ma gli ateniesi avevano evacuato la città via mare, e sotto il comando di Temistocle sconfissero la flotta persiana alla battaglia di Salamina.

Mappa della prima fase delle guerre greco-persiane (500-479 a.C.)

Nel 483 a.C., nel corso del periodo di pace tra le due invasioni persiane, venne scoperta una miniera di argento nella regione del Laurio (una piccola catena montagnosa nei pressi di Atene), e le centinaia di talenti ricavati dalla vendita dell'argento consentirono la costruzione di 200 navi da guerra per combattere i pirati di Egina. Un anno più tardi, i greci, sotto il comando del generale spartano Pausania, sconfissero l'esercito persiano alla battaglia di Platea. Dopo la
battaglia di Platea, i persiani iniziarono a ritirarsi dalla Grecia e non tentarono nuove invasioni.
La flotta ateniese decise di inseguire i persiani nel Mar Egeo, sconfiggendoli in maniera pesante alla battaglia di Micale; successivamente, nel 478 a.C. la flotta conquistò Bisanzio. Nel corso di questi eventi Atene riunì tutti gli stati insulari e alcuni tra quelli continentali in un'alleanza denominata Lega di Delo, così chiamata perché il suo tesoro era depositato sull'isola sacra di Delo. Gli spartani, pur avendo preso parte alla guerra, si ritirarono, permettendo ad Atene di assurgere a potenza navale e commerciale incontrastata.

### Guerra del Peloponneso

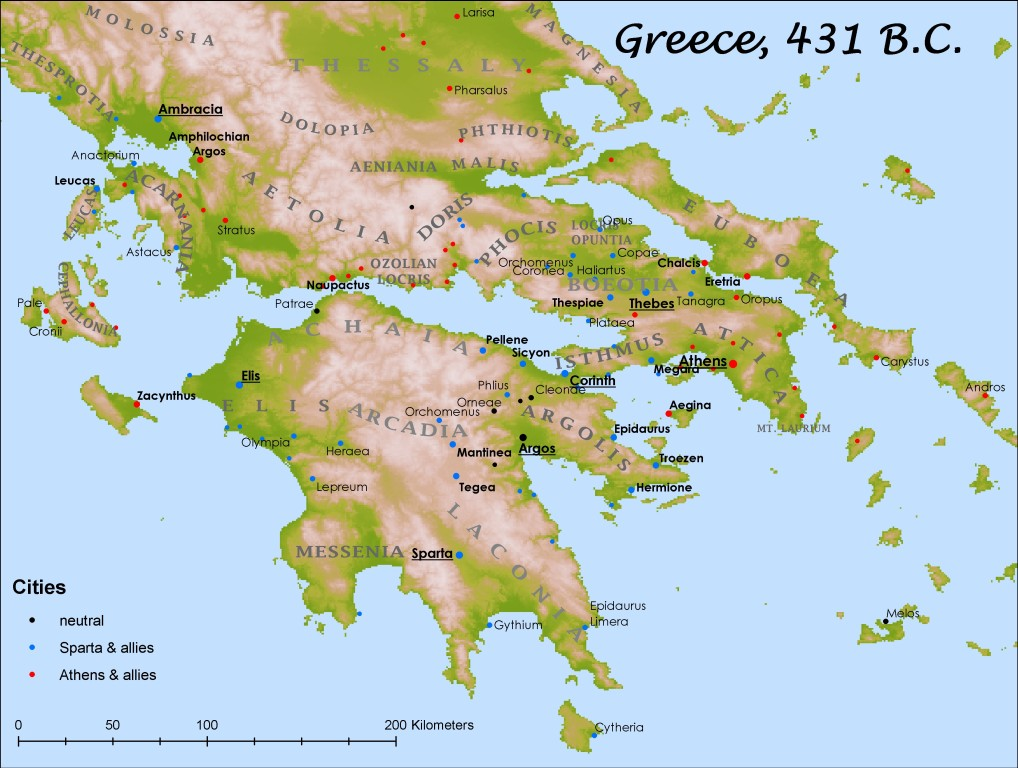
Città all'inizio della guerra del Peloponneso

Nel 431 a.C. scoppiò la guerra tra Atene e Sparta e i loro alleati. La guerra non fu una lotta tra due città-stato, quanto una lotta tra due coalizioni, o leghe di città-stato: la lega di Delo, nella quale Atene era il membro egemone, e la lega del Peloponneso, comandata da Sparta.
La Lega di Delo nacque dalla necessità di presentare un fronte unito di tutte le città-stato greche contro l'aggressione persiana. Nel 481 a.C. le città-stato greche, compresa Sparta, si incontrarono nel primo di una serie di "congressi", per cercare di unificare tutte le città-stato greche contro il pericolo di una nuova invasione persiana. Questa coalizione, formata nel 481 a.C., divenne nota come "lega ellenica" e comprendeva anche Sparta. L'attesa invasione persiana della Grecia guidata dal re Serse si verificò nel mese di settembre del 481 a.C., quando la flotta ateniese sconfisse la flotta persiana. Le forze di terra persiane erano state ritardate, nel 480 a.C., da una forza molto più modesta di soli 300 spartani, 400 tebani e 700 tespiesi nella battaglia delle Termopili. I persiani lasciarono definitivamente la Grecia nel 479 a.C. dopo la sconfitta nella battaglia di Platea.
Dopo la battaglia di Platea del 479 a.C., che fu l'evento finale dell'invasione di Serse, i persiani non tentarono ulteriori invasioni della Grecia. Con la scomparsa di questa minaccia esterna, apparvero delle crepe nel fronte unito della Lega ellenica. Nel 477 a.C., Atene divenne il capo riconosciuto di una coalizione di città-stato che non includeva Sparta. Questa coalizione si incontrò e formalizzò l'alleanza nella città santa di Delo. Così, la Lega prese il nome di "Lega di Delo". Lo scopo ufficiale di questa nuova alleanza era quello di liberare le città greche ancora sotto il controllo persiano. Tuttavia, diventava sempre più evidente che la Lega di Delo era davvero un fronte dell'imperialismo ateniese in tutto il Mar Egeo.
In seguito al venir meno della minaccia persiana, era sorta una coalizione concorrente di città-stato greche guidata da Sparta, conosciuta come Lega del Peloponneso. Tuttavia, a differenza della Lega ellenica e della Lega di Delo, la Lega del Peloponneso non era una risposta a una qualsivoglia minaccia esterna, persiana o altro, ma si trattava chiaramente di uno strumento della politica spartana, finalizzato alla sicurezza della città stessa e alla sua egemonia sul Peloponneso. Il nome "Lega del Peloponneso" è ambiguo per due motivi, poiché essa né era una vera "lega", né era ristretta al solo Peloponneso. Non c'era infatti uguaglianza tra tutti i suoi membri, come potrebbe suggerire il termine "lega". Inoltre, la maggior parte dei suoi membri non era costituita da città del Peloponneso, bensì da centri esterni alla penisola, legati a Sparta da somiglianza di regime o da rapporti coloniali. I termini "Lega spartana" o "Lega del Peloponneso" sono in realtà moderni, poiché i contemporanei usavano la dicitura "i Lacedemoni e i loro alleati" per descrivere la cosiddetta lega.
La lega spartana aveva avuto origine nel conflitto di Sparta con un'altra città della penisola, Argo, che nel VII secolo a.C. dominava il Peloponneso. Anche dopo il 600 a.C., gli argivi tentarono di controllare la parte nord-orientale della penisola, ma l'aumento della potenza lacedemone nel VI secolo a.C. portò al conflitto tra le due città. Tuttavia, con la conquista della città-stato di Tegea nel 550 a.C. e la sconfitta degli argivi nel 546 a.C., il controllo degli spartani arrivò ben oltre i confini di Sparta.

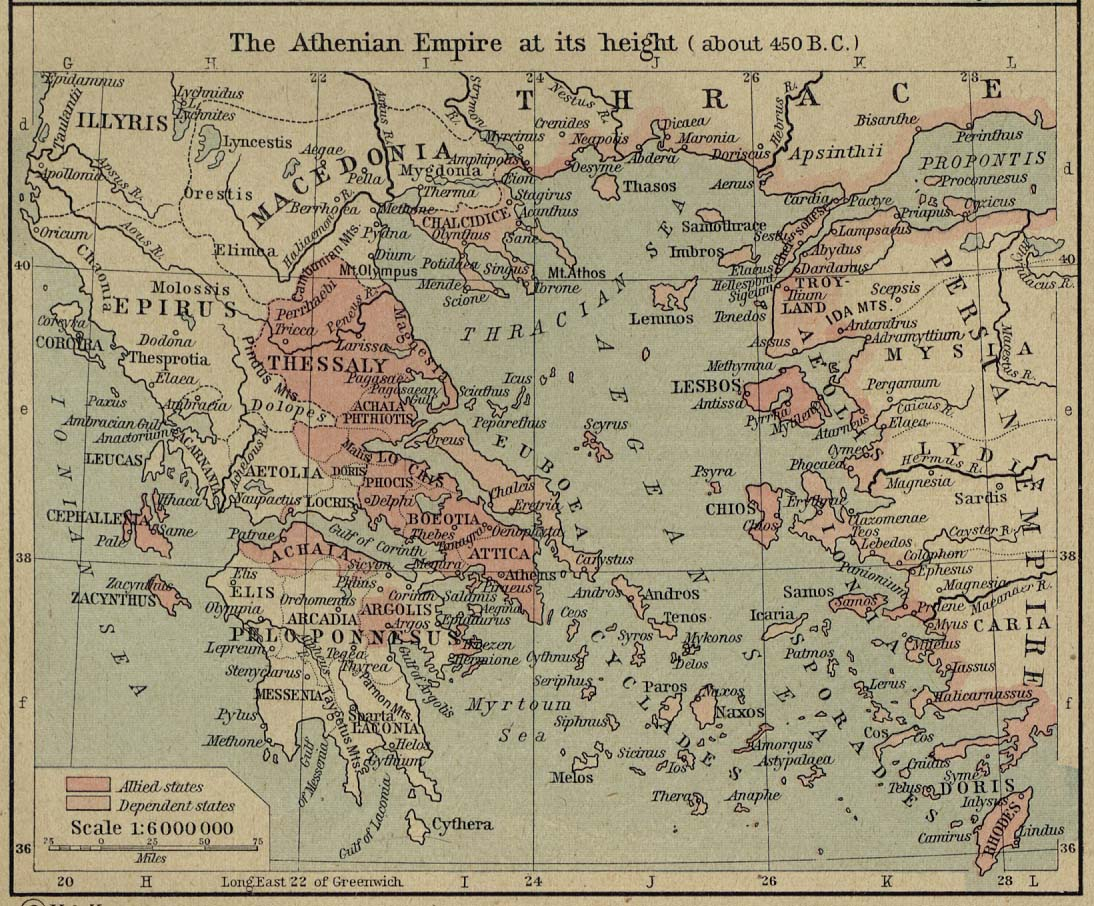
Impero ateniese.

Mentre le due coalizioni crescevano, i loro interessi opposti le portarono a entrare in conflitto. Sotto l'influenza di re Archidamo II (che governò Sparta dal 476 a.C. al 427 a.C.), Sparta, alla fine dell'estate o all'inizio dell'autunno del 446 a.C., concluse la pace dei trent'anni con Atene. Sotto i termini di questo trattato, che entrò in vigore nell'inverno del 445 a.C., la Grecia fu divisa in due grandi aree di influenza. Sparta e Atene decisero di rimanere ciascuna entro la propria zona di potere e di non interferire con l'altro gruppo. Nonostante la pace dei trent'anni, era chiaro che un'eventuale guerra era inevitabile. Come detto, in ogni momento della sua storia, fino al 221 a.C., Sparta fu una "diarchia", con due re che governavano insieme sulla città-stato, uno della dinastia degli Euripontidi, l'altro di quella degli Agiadi. Con la conclusione del trattato di pace dei trent'anni, Archidamo II, il regnante euripontide, sentiva di aver impedito con successo che Sparta entrasse in conflitto con i suoi vicini. Ma il forte partito della guerra presente a Sparta presto ebbe il sopravvento e nel 431 a.C. Archidamo fu costretto allo scontro con la Lega di Delo. Quando, nel 427 a.C., Archidamo II morì, gli succedette il figlio, Agide II.
Le cause immediate della guerra del Peloponneso variano da fonte a fonte. Tuttavia tre cause sono abbastanza coerenti tra gli storici antichi, cioè Tucidide e Plutarco. Prima della guerra, Corinto e una delle sue colonie, Corcira (oggi Corfù), entrarono in guerra, nel 435 a.C., contro la nuova colonia di Epidamno. Scoppiò quindi una guerra tra Corinto e Corcira. Sparta rifiutò di essere coinvolta nel conflitto e tentò un arbitrato. Nel 433 a.C. Corcira chiese aiuto ad Atene nella guerra contro Corinto, nota per essere una nemica tradizionale di Atene. Tuttavia, per incoraggiare ulteriormente Atene a entrare nel conflitto, Corcira fece rilevare ad Atene quanto fosse utile un rapporto di amicizia con essa, data la posizione strategica della sua colonia di Epidamno, che sorgeva sulla sponda orientale del Mar Adriatico. Inoltre, Corcira promise ad Atene che avrebbe messo a disposizione la sua marina militare, che era la terza più potente della Grecia del tempo. L'offerta irresistibile indusse Atene a firmare un'alleanza difensiva con Corcira.
L'anno successivo, nel 432 a.C., Corinto e Atene si accordarono per il controllo su Potidea (vicino all'attuale Nea Potidea), che alla fine fu assediata dagli ateniesi. Nel 434-433 a.C. Atene emanò il "decreto di Megara", una serie di sanzioni economiche contro il popolo megarese. Atene fu accusata, dagli aderenti alla lega del Peloponneso, di aver violato la pace dei trent'anni, di conseguenza Sparta le dichiarò formalmente guerra.
Molti storici ritengono che questi siano solo le cause immediate della guerra, e che la causa di fondo fosse il crescente risentimento da parte di Sparta e dei suoi alleati per il predominio di Atene sugli affari greci. La guerra durò 27 anni, anche perché Atene (una potenza navale) e Sparta (una potenza militare terrestre) trovarono difficoltà a regolare i conti l'una con l'altra.
L'iniziale strategia di Sparta fu quella di invadere l'Attica, ma gli ateniesi furono in grado di ritirarsi dietro le loro mura. Un focolaio di peste afflisse la città durante l'assedio, causando pesanti perdite, tra cui quella di Pericle. Allo stesso tempo, la flotta ateniese sbarcò truppe nel Peloponneso, vincendo la battaglia di Naupatto (429 a.C.) e la Pilo (425 a.C.). Ma queste tattiche non consentirono a nessuna delle due parti di giungere a una vittoria decisiva. Dopo diversi anni di campagne inconcludenti, il capo ateniese moderato, Nicia, concluse la pace omonima (421 a.C.).

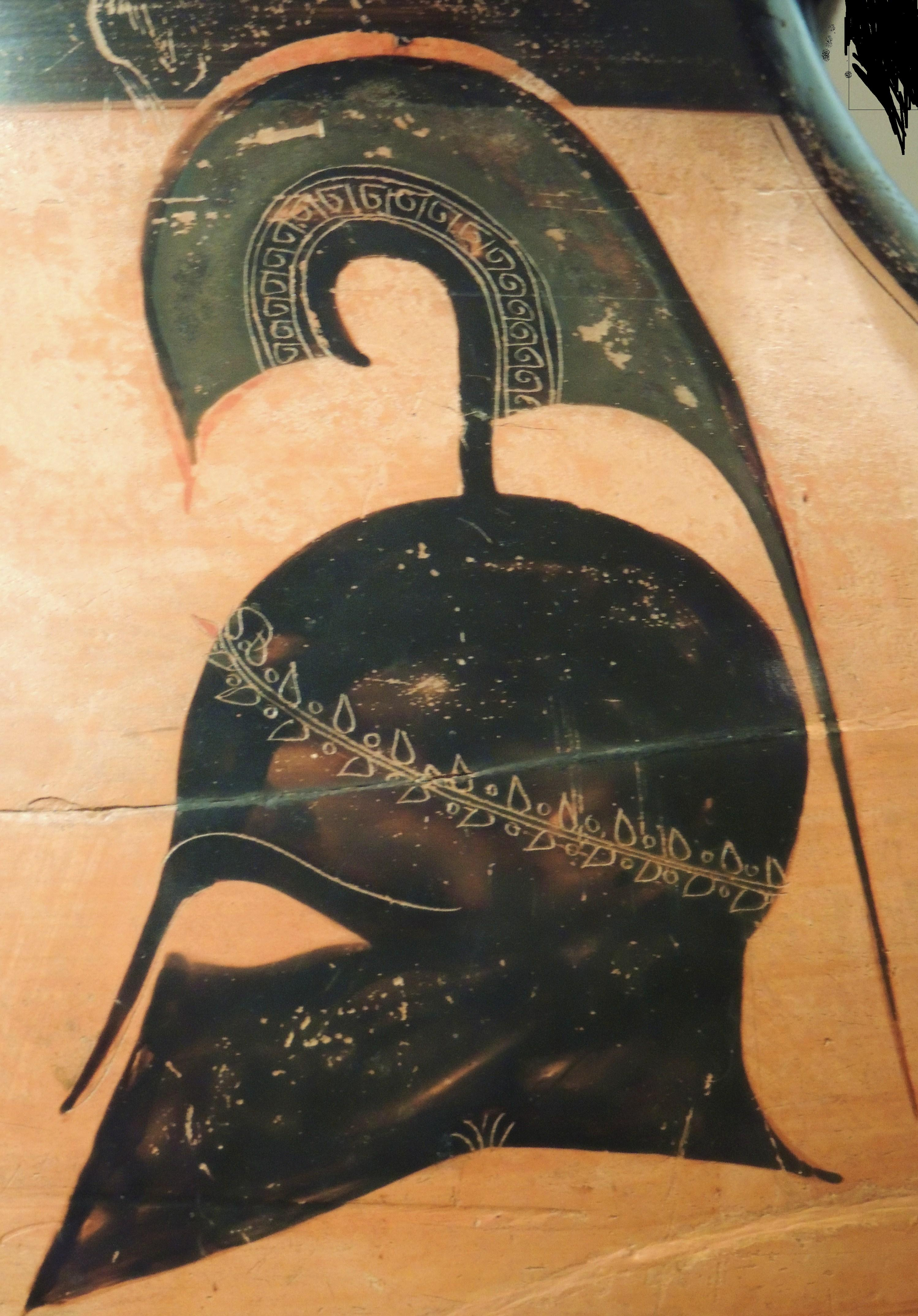
Elmo

Nel 418 a.C., però, l'ostilità tra Sparta e l'alleata di Atene Argo portò a una ripresa degli scontri. Quella di Alcibiade fu una delle voci più influenti nel persuadere gli ateniesi ad allearsi con Argo contro gli spartani. Nella battaglia di Mantinea Sparta sconfisse Atene e i suoi alleati, riportando Argo e il resto del Peloponneso sotto il suo controllo. Il ritorno della pace consentì ad Atene di disinteressarsi delle questioni del Peloponneso e di concentrarsi sulla costruzione dell'impero, mettendo in ordine le finanze. Presto, con la ripresa del commercio, iniziarono ad affluire i tributi nelle casse di Atene. Nacque allora un forte "partito della pace" che propose di evitare la guerra e di concentrarsi sulla crescita economica dell'impero ateniese, ma questa scelta portò la città in conflitto con un altro stato greco.
Sin dal momento in cui si era costituita la lega di Delo, nel 477 a.C., l'isola di Milo, sola tra tutte le isole delle Cicladi, nel sud-ovest del Mar Egeo, si era rifiutata di aderirvi, godendone i privilegi difensivi senza sostenere alcun onere. Ma l'applicazione degli obblighi economici della lega di Delo sulle città-stato e sulle isole ribelli era il mezzo attraverso il quale Atene manteneva il commercio e la prosperità. Così nel 425 a.C., un esercito ateniese al comando di Cleone attaccò l'isola per costringerla ad aderire alla lega, ma Milo contrattaccò e fu in grado di preservare la sua neutralità. Ma sul lungo periodo un ulteriore conflitto era inevitabile, così, nella primavera del 416 a.C., quando lo stato d'animo del popolo di Atene era incline all'avventura militare, l'isola di Milo fornì un pretesto all'energia frustrata del partito militare, e da parte del partito della pace non sembrava esserci una vera opposizione a questa spedizione militare.  Questa continua ribellione dei Melii era infatti un cattivo esempio per gli altri membri della lega.
Il confronto tra Atene e Milo sulla questione di unirsi o meno alla lega è presentato da Tucidide nel suo Dialogo dei Melii. Il dibattito non risolse alcuna delle controversie tra Milo e Atene, e l'isola fu invasa nel 416 a.C. e presto occupata da Atene. Questo successo da parte di Atene stuzzicò l'appetito del popolo per ulteriori espansioni dell'Impero. Di conseguenza, esso si preparò all'azione militare sostenendo il partito guidato da Alcibiade, che nel 415 a.C. esortò la città a organizzare una grande spedizione contro Siracusa, un alleato della lega del Peloponneso in Sicilia. Segesta, una città della Sicilia, aveva richiesto assistenza ad Atene nella guerra contro un'altra città siciliana;— Selinunte. Anche se era scettico sulla spedizione siciliana, Nicia fu nominato, con Alcibiade, a guidare la spedizione.
Tuttavia, a differenza della spedizione contro Milo, i cittadini di Atene erano profondamente divisi sulla proposta di una spedizione nella lontana Sicilia. Il partito della pace, disperato, tentava a ogni costo di sventare l'intenzione di Alcibiade. Nel mese di giugno del 415 a.C. ad Atene, alla vigilia della partenza della flotta per la Sicilia, una banda di vandali decapitò le numerose statue del dio Hermes, che erano sparse per tutta la città. Questa azione, passata alla storia come lo "scandalo delle Erme", fu vista come un cattivo presagio per la campagna imminente. Con ogni probabilità, l'incursione contro le Erme era stata messa in atto dal partito della pace, il quale, avendo avuto la peggio nel dibattito, tentò di incolpare Alcibiade, per indebolirne l'ascendente sul popolo. Infatti è assai improbabile che Alcibiade avrebbe commesso un simile sacrilegio alla vigilia della sua partenza con la flotta, sapendo che tale azione avrebbe gettato un'ombra inquietante sulla sua impresa.
Ancora prima che la flotta raggiungesse la Sicilia, arrivò la notizia che Alcibiade doveva essere arrestato e accusato di sacrilegio. Per evitare il processo, egli fuggì a Sparta prima che le navi approdassero. La spedizione si rivelò un completo disastro: l'intero corpo militare andò perduto e Nicia stesso fu catturato e giustiziato, in una delle sconfitte più cocenti della storia di Atene.
Nel frattempo, Alcibiade divenne il consigliere capo degli spartani, rendendoli edotti sul modo migliore per sconfiggere la sua terra natale. Innanzitutto li convinse ad armare, per la prima volta, una vera e propria marina militare, grande abbastanza da sfidare la talassocrazia ateniese. Inoltre li convinse ad allearsi con i nemici tradizionali, i persiani. Ma questa armonia finì presto, poiché Alcibiade fu accusato di aver sedotto Timea, la moglie di Agide II, il re euripontide di Sparta. L'ateniese fu costretto a fuggire da Sparta e a chiedere tutela alla Corte persiana.
Sparta aveva ormai costruito una flotta (con l'aiuto finanziario dei persiani) per sfidare la supremazia navale ateniese, e aveva trovato un nuovo capo militare in Lisandro, che aveva attaccato e conquistato Abido riuscendo a controllare una posizione strategica come l'Ellesponto, la via del grano che sfamava Atene. Minacciata nella sua sopravvivenza, Atene inviò quel che rimaneva della sua flotta contro Lisandro, che la sconfisse in maniera decisiva alla battaglia di Egospotami (405 a.C.). La perdita della flotta fu il fallimento di Atene, che nel 404 a.C. fu costretta a chiedere la pace. Sparta dettò condizioni prevedibilmente severe: Atene perse le mura della città, la sua flotta e tutti i suoi possedimenti d'oltremare. Lisandro abolì la democrazia e nominò al suo posto un'oligarchia denominata "Trenta tiranni" per governare Atene.
Nel frattempo, a Sparta, Timea diede alla luce un bambino al quale fu dato il nome di Leotichida, figlio di Agide II, dal bisnonno di costui, re Leotichida di Sparta. Tuttavia, a causa del presunto rapporto extraconiugale della madre con Alcibiade, fu detto che Leotichida era realmente figlio di Alcibiade. Pertanto, Agide II rifiutò di riconoscere Leotichida come suo figlio fino a che non cedette, di fronte a testimoni, sul letto di morte, nel 400 a.C.
Dopo la morte di Agide II, Leotichida tentò di salire al trono degli Euripontidi, ma contro questo tentativo di successione si levò una protesta guidata dal navarca vittorioso (ammiraglio) Lisandro, che era al culmine della sua influenza a Sparta. Lisandro sostenne che Leotichida, essendo un bastardo, non poteva ereditare il trono degli Euripontidi, e quindi appoggiò la pretesa ereditaria di Agesilao, figlio di Agide da parte di un'altra moglie, diversa da Timea. Con il decisivo supporto di Lisandro, Agesilao divenne il re Euripontide Agesilao II, espulse Leotichida dal paese ed ereditò tutti i beni di Agide.

## IV secolo a.C.
La fine della guerra del Peloponneso lasciò a Sparta l'egemonia sulla Grecia, ma la visione ristretta degli alti gradi militari spartani non si addiceva a questo ruolo. Nel giro di pochi anni, il partito democratico riacquistò il potere ad Atene e in altre città. Nel 395 a.C. i governanti spartani rimossero Lisandro dalla carica, e Sparta perse la sua supremazia navale. Atene, Argo, Tebe e Corinto, le ultime due ex alleate spartane, sfidarono il dominio di Sparta nella Guerra di Corinto, che si concluse senza alcun risultato nel 387 a.C. Nello stesso anno Sparta scioccò i greci concludendo il trattato di Antalcida con la Persia. L'accordo restituì le città greche della Ionia e Cipro, vanificando un centinaio di anni di vittorie greche contro la Persia. Sparta poi tentò di indebolire ulteriormente il potere di Tebe, che portò ad una guerra in cui Tebe si alleò con la sua vecchia nemica Atene.
Poi i generali tebani Epaminonda e Pelopida ottennero una vittoria decisiva alla Battaglia di Leuttra (371 a.C.). Il risultato di questa battaglia costituì la fine della supremazia spartana e la creazione di una posizione dominante tebana, ma Atene si riprese gran parte della sua antica potenza, perché la supremazia di Tebe fu di breve durata. Con la morte di Epaminonda alla battaglia di Mantinea (362 a.C.), la città perse il suo massimo condottiero e i suoi successori caddero in una inefficace guerra decennale con la Focide. Nel 346 a.C. i tebani si appellarono a Filippo II di Macedonia per chiedergli aiuto contro i focesi, utilizzando così per la prima volta i macedoni negli affari greci.
La guerra del Peloponneso era a una svolta radicale per il mondo greco. Prima del 403 a.C., la situazione era più definita, con Atene e i suoi alleati (una zona di dominio e di stabilità, con un certo numero di città che beneficiavano della protezione marittima di Atene), e di altri stati fuori da questo impero ateniese. Le fonti denunciano questa supremazia ateniese (o egemonia) come soffocante e svantaggiosa.
Dopo il 403 a.C., le cose divennero più complicate, con un certo numero di città che cercarono di creare imperi simili rispetto ad altri, ognuno dei quali si rivelò di breve durata. Il primo di questi capovolgimenti venne gestito da Atene fin dal 390 a.C., consentendole così di riacquistare la veste di grande potenza senza aver ripreso il suo antico splendore.

### Caduta di Sparta
Questo impero fu potente ma di breve durata. Nel 405 a.C., gli spartani erano padroni di tutto - degli alleati di Atene e della stessa Atene - e il loro potere indiviso, ma entro la fine del secolo, non riuscirono neanche a difendere la propria città. Come osservato in precedenza, nel 400 a.C., Agesilao divenne re di Sparta.

#### Fondazione dell'impero spartano
Il tema di come riorganizzare l'impero ateniese come parte dell'Impero spartano provocò un dibattito molto acceso tra i cittadini di Sparta. L'ammiraglio Lisandro ritenne che gli spartani avrebbero dovuto ricostruire l'impero ateniese in modo tale che Sparta ne traesse dei profitti. Lisandro tendeva ad essere troppo orgoglioso per prendere consigli da altri. Prima di ciò, la legge spartana vietava il possesso di tutti i metalli preziosi da parte dei privati cittadini, e pertanto gli scambi dovevano essere fatti con pesanti e ingombranti lingotti di ferro (che generalmente scoraggiavano il loro accumulo) e tutti i metalli preziosi ottenuti divenivano proprietà della città-stato. Senza il supporto degli spartani, "le innovazioni di Lisandro entrarono in vigore apportandogli direttamente una grande quantità di profitto - a Samo, per esempio, le feste note come Lisandriadi venivano organizzate in suo onore. Venne richiamato a Sparta, ma una volta lì non partecipò ad alcuna questione importante.
Sparta rifiutava di vedere il dominio di Lisandro o dei suoi successori. Non volendo stabilire un'egemonia, decise, dopo il 403 a.C. di non sostenere le direttive che aveva dato.
Agesilao salì al potere per caso all'inizio del IV secolo a.C. Questo evento casuale fece sì che, a differenza degli altri re spartani, ebbe il vantaggio di un'educazione spartana. Gli spartani scoprirono un complotto contro le leggi della città condotto da Cinadone e di conseguenza conclusero che c'erano troppi pericolosi elementi terreni presenti nello stato spartano.
Alla Corte persiana, Alcibiade aveva tradito entrambi: aiutando Sparta a costruire una flotta commisurata alla la marina ateniese. Alcibiade informò i persiani che una vittoria di Sparta su Atene non era nel migliore interesse dell'impero persiano. Piuttosto, una lunga e continua guerra tra Sparta e Atene avrebbe indebolito entrambe le città-stato e consentito ai persiani di dominare facilmente la penisola greca.
Tra il partito della guerra ad Atene, era nata la convinzione che la catastrofica sconfitta della spedizione militare in Sicilia del 415-413 a.C. si sarebbe potuta evitare se ad Alcibiade fosse stato concesso il permesso di guidare la spedizione. Così, nonostante la sua fuga a Sparta e la conseguente collaborazione con la città-stato nemica e, più tardi, con la Corte persiana, sorse una domanda tra il partito della guerra: far tornare Alcibiade ad Atene, senza che venisse arrestato. Alcibiade negoziò con i suoi sostenitori sull'isola ateniese di Samo ritenendo però che la "democrazia radicale" era stata la sua peggiore nemica. Di conseguenza, chiese ai suoi sostenitori di avviare un colpo di stato per stabilire una oligarchia ad Atene. Egli promise di tornare ad Atene nel caso che il colpo di stato avesse avuto successo. Nel 411 a.C., venne inscenato ad Atene un colpo di stato oligarchico che divenne noto come "I 400." Tuttavia fallì un tentativo parallelo dei 400 tendente a rovesciare la democrazia a Samo. Alcibiade venne immediatamente nominato ammiraglio (navarca) della marina ateniese. In seguito, a pressioni democratiche, i 400 vennero sostituiti da un'ampia oligarchia chiamata "I 5000" ma Alcibiade non tornò subito ad Atene. Nei primi mesi del 410 a.C., Alcibiade condusse una flotta ateniese di diciotto triremi contro la flotta spartano-persiana finanziata da Abido vicino all'Ellesponto. La battaglia di Abido era iniziata prima dell'arrivo di Alcibiade e si era indirizzata leggermente a favore degli ateniesi. Tuttavia, con l'arrivo di Alcibiade, la vittoria ateniese sopra gli spartani divenne per questi ultimi una disfatta. Solo l'approccio del calar della notte e il movimento delle truppe persiane sulla costa, dove gli spartani avevano spiaggiato le loro navi, salvò la flotta spartana dalla distruzione totale.
Seguendo il consiglio di Alcibiade, l'impero persiano era stato a guardare mentre Sparta e Atene combattevano una contro l'altra. Tuttavia, per quanto debole fosse la marina spartana dopo la battaglia di Abido, la flotta persiana cercò di dare assistenza diretta agli spartani. Così dopo la battaglia di Abido, Alcibiade inseguì e si scontrò con la flotta combinata spartano-persiana nella battaglia di Cizico nella primavera del 410 a.C. Alcibiade e la flotta ateniese ottennero una vittoria significativa contro le due marine combinate.
Agesilao, re di Sparta, mise in atto una politica dinamica che faceva leva su un sentimento pan-ellenico e lanciò una campagna di successo contro l'impero persiano. Ancora una volta, l'impero persiano fece in modo che entrambe le parti si battessero una contro l'altra. Con l'accesso all'oro persiano, la Corte sostenne Sparta nella ricostruzione della sua flotta e gli ateniesi, che usarono i sussidi persiani per ricostruire le loro lunghe mura (distrutte nel 404 a.C.), nonché per ricostruire la loro flotta e vincere una serie di battaglie.
Per la maggior parte dei primi anni del suo regno, Agesilao era stato impegnato in una guerra contro la Persia nel Mar Egeo e in Asia Minore. Nel 394 a.C., le autorità spartane decisero di imporre ad Agesilao di tornare nella Grecia continentale. Sparta era stata aggredita da Tebe e da altre città-stato greche sue alleate. Mentre Agesilao aveva una gran parte dell'esercito spartano in Asia Minore, le forze spartane che proteggevano la patria vennero aggredite da una coalizione di forze composta da Tebe, Corinto, Atene e Argo. Nella battaglia di Aliartos gli spartani furono sconfitti dalle forze tebane, e durante gli scontri venne ucciso Lisandro, capo militare di Sparta. Questo fu l'inizio di quella che divenne nota come la "guerra di Corinto". Dopo aver appreso della sconfitta di Haliartus e della morte di Lisandro, Agesilao rientrò dell'Asia Minore, attraverso l'Ellesponto e la Tracia. Alla battaglia di Coronea, Agesilao e il suo esercito spartano sconfissero una forza tebana. Per più di sei anni, Sparta combatté le città-stato alleate di Tebe, Corinto, Atene e Argo, nella guerra di Corinto (dal 395 a.C. al 387 a.C.). Durante la guerra, Corinto ebbe il sostegno di una coalizione di tradizionali nemici di Sparta; - Argo, Atene e Tebe. Tuttavia, la guerra scadde in tattiche di guerriglia e Sparta decise che non avrebbe potuto combattere su due fronti e così scelse di allearsi con la Persia. La lunga guerra di Corinto si concluse definitivamente con la Pace di Antalcida o Pace del Re, in cui il "Grande Re" di Persia, Artaserse II, impose un "trattato" di pace tra le varie città-stato della Grecia, che determinò lo scioglimento di tutte le "leghe" delle città-stato nella Grecia continentale e nelle isole egee. Ma anche se questo venne considerato come dare "indipendenza" ad alcune città-stato, l'effetto del "trattato" unilaterale fu molto favorevole agli interessi dell'impero persiano.
La guerra di Corinto rivelò una dinamica significativa che si stava verificando in Grecia. Mentre Atene e Sparta si combattevano l'un l'altra fino all'esaurimento, Tebe stava assumendo una posizione dominante tra le varie città-stato greche.

#### Pace di Antalcida
Nel 387 a.C., il re di Persia emanò un editto con il quale si dichiarava l'indipendenza delle città greche dell'Asia Minore e di Cipro, oltre alle città greche del Mar Egeo, ad eccezione di Lemno, Imbro e Sciro, che erano affidate ad Atene. Esso scioglieva le alleanze e le federazioni esistenti e ne vietava la formazione di nuove. Questo era un ultimatum del quale beneficiò Atene, solo nella misura in cui mantenne il dominio su tre isole. Mentre il "Gran Re," Artaserse, era il garante della pace, Sparta iniziò ad agire come agente della Persia nel far rispettare la stessa. Dai persiani questo documento era conosciuto come " Pace del Re". mentre i greci lo consideravano come Pace di Antalcida, dal diplomatico spartano, Antalcida, che era stato inviato in Persia a negoziare un trattato per conto di Sparta. Questa era preoccupata per lo sviluppo di legami più stretti tra Atene e la Persia. Di conseguenza, aveva inviato Antalcida in Persia per ottenere un accordo a lei favorevole da parte del "Grande Re". Di conseguenza, la "Pace di Antalcida non fu una pace negoziata da tutti. Si trattò piuttosto di una resa agli interessi della Persia, redatta interamente per favorire i propri interessi.

#### Interventismo spartano
D'altra parte, questa pace ebbe conseguenze inattese. In accordo con essa, la lega di Beozia o confederazione di Beozia venne sciolta nel 386 a.C. Questa confederazione era stata dominata da Tebe, una città ostile all'egemonia spartana. Sparta effettuò operazioni su larga scala e interventi periferici in Epiro e nel nord della Grecia, con la conseguente conquista della fortezza di Tebe e la Cadmea, dopo una spedizione nella penisola Calcidica e la presa di Olinto. Fu un politico tebano che suggerì al generale spartano Febida che Sparta avrebbe dovuto conquistare Tebe. Questo atto venne fortemente condannato, anche se Sparta avidamente ratificò questa azione unilaterale di Febida. L'attacco ebbe successo e Tebe fu posta sotto il controllo spartano.

#### Scontro con Tebe
Nel 378 a.C., la reazione al controllo spartano su Tebe determinò una sollevazione popolare. Altrove in Grecia, la reazione contro l'egemonia spartana iniziò quando, Sfodria, un altro generale spartano, cercò di effettuare un attacco a sorpresa contro il Pireo. Anche se le porte del Pireo non erano più fortificate, Sfodria venne respinto. Tornato a Sparta, fu messo sotto processo per il fallito attacco ma venne assolto dalla Corte spartana. Tuttavia, il tentativo di attacco innescò un'alleanza tra Atene e Tebe. Sparta avrebbe dovuto combattere entrambe contemporaneamente mentre Atene stava cercando di riprendersi dalla sconfitta nella guerra del Peloponneso per mano del "navarca" (ammiraglio) di Sparta, Lisandro nel disastro del 404 a.C. Il crescente spirito di ribellione contro Sparta alimentò anche il tentativo di Tebe di ripristinare l'ex confederazione di Beozia. In Beozia, i capi tebani Pelopida ed Epaminonda, riorganizzarono l'esercito tebano e iniziarono a liberare le città della Beozia dalle guarnigioni spartane, incorporandole nella rinata lega di Beozia. Pelopida ottenne una grande vittoria su un più rilevante esercito spartano alla Battaglia di Tegira nel 375 a.C..
La potenza tebana crebbe in modo spettacolare in un tempo così breve che Atene iniziò a diffidare del potere crescente di Tebe. Atene cominciò a consolidare nuovamente la sua posizione mediante la formazione di una seconda Lega ateniese. L'attenzione venne attirata dal potere crescente di Tebe, quando iniziò ad interferire negli affari politici della vicina Focide e, in particolare, dopo che Tebe rase al suolo la città di Platea nel 375 a.C. Platea era stata a lungo alleata di Atene. La distruzione di Platea portò Atene a negoziare un'alleanza con Sparta contro Tebe, in quello stesso anno del 375 a.C. Nel 371 a.C., l'esercito tebano, guidato da Epaminonda, inflisse una pesante sconfitta alle forze spartane alla Battaglia di Leuttra. Sparta perse gran parte del suo esercito e 400 dei suoi 2 000 cittadini-soldati. La battaglia di Leuttra fu uno spartiacque nella storia greca. La vittoria di Epaminonda sulle forze di Sparta a Leuttra concluse una lunga storia di prestigio militare spartano e di dominio sulla Grecia. Tuttavia, l'egemonia spartana non venne sostituita da quella tebana, ma piuttosto da quella ateniese.

#### Il risorgimento di Atene

##### Finanziamento della lega
Era importante cancellare i brutti ricordi delle lega precedente. Il suo sistema finanziario non venne riproposto poiché non era prevista l'imposizione di tributi. Al loro posto c'erano i  syntaxeis , contributi irregolari, corrisposti come e quando Atene e i suoi alleati avevano necessità di allestire eserciti; venivano raccolti per una ragione precisa e spesi il più rapidamente possibile. Tali contributi non erano incassati da Atene; - a differenza del sistema in vigore nel V secolo a.C., non vi era alcuna centrale erariale della lega; - ma dagli stessi generali ateniesi.
Gli ateniesi dovettero dare il proprio contributo all'alleanza, l'eisphora. Riformarono il sistema di pagamento della tassa, creando un sistema di anticipo, la Proseiphora, secondo il quale i cittadini più ricchi dovevano pagare l'intera somma della tassa per poi essere rimborsati dagli altri contribuenti meno agiati. Questo sistema venne rapidamente assimilato nella liturgia.

##### Fine dell'egemonia di Atene
Questa lega rispondeva a un bisogno reale e presente. Sul terreno, tuttavia, la situazione all'interno della lega dimostrò di essere cambiata di poco rispetto a quella del V secolo a.C., con i generali ateniesi a fare quello che volevano e in grado di distogliere fondi dalla lega. L'alleanza con Atene sembrò di nuovo poco attraente e gli alleati si lamentarono.
Le ragioni principali dell'eventuale fallimento erano strutturali. Questa alleanza era retta soltanto dalla paura di Sparta, che svanì dopo la caduta di Sparta nel 371 a.C., perdendo l'alleanza la sua unica ragion d'essere. Gli ateniesi non avevano più i mezzi per soddisfare le loro ambizioni, e trovavano difficile semplicemente finanziare la propria flotta, per non parlare di quella di un'intera alleanza, e quindi non potevano difendere adeguatamente i loro alleati. Così, il tiranno di Fere fu in grado di distruggere un certo numero di città rimanendo impunito. Dal 360 a.C., Atene aveva perso la sua reputazione di invincibilità e un certo numero di alleati (come Bisanzio e Naxos nel 364 a.C.) decisero di separarsi.
Nel 357 a.C. la rivolta portò allo scioglimento della lega, e tra il 357 e il 355 a.C., Atene dovette affrontare la guerra contro i suoi alleati, una guerra il cui tema era caratterizzato da un deciso intervento da parte del re di Persia, sotto forma di un ultimatum ad Atene, chiedendo che questa riconoscesse l'indipendenza dei suoi alleati, altrimenti la Persia avrebbe inviato 200 triremi contro Atene. Atene dovette rinunciare alla guerra e lasciare che la confederazione si indebolisse sempre di più. Gli ateniesi avevano fallito in tutti i loro piani e non erano in grado di proporre un'alleanza durevole.

#### Provvisoria egemonia tebana e senza futuro

##### V secolo a.C.- Confederazione della Beozia (447 – 386 a.C.)
Questo non fu il primo tentativo di Tebe di ottenere l'egemonia. Era stata la città più importante della Beozia e al centro della precedente confederazione beota del 447 a.C., ricostituita dal 386 a.C.
Tale confederazione ci è ben nota per un papiro trovato ad Ossirinco e conosciuto come "Anonimo di Tebe". Tebe era a capo della confederazione e aveva creato un sistema in base al quale le spese venivano divise tra le diverse città che facevano parte della confederazione. La cittadinanza era definita in base alla ricchezza, e Tebe contava 11 000 cittadini attivi.
Era divisa in 11 distretti, ciascuno con a capo un magistrato federale chiamato "beotarca", un certo numero di membri del consiglio, 1 000 opliti e 100 cavalieri. Dal V secolo a.C. l'alleanza poteva schierare una forza di fanteria di 11 000 uomini, oltre a un corpo d'elite e uno di fanteria leggera di 10 000 militari; ma il suo vero potere derivava dalla sua cavalleria costituita da 1 100 cavalieri, comandata da un magistrato federale indipendente dai comandanti locali. Aveva anche una piccola flotta che giocò un ruolo importante nella guerra del Peloponneso, fornendo 25 triremi agli spartani. Alla fine del conflitto, la flotta consisteva in 50 triremi ed era comandata da un "navarca".
Tutto ciò costituiva una forza abbastanza significativa e pertanto gli spartani erano felici di vedere la confederazione della Beozia disciolta dalla pace del re. Questo scioglimento, però, non durò a lungo, e negli anni 370 a.C. non c'era nulla che potesse fermare i tebani (che avevano perso la Cadmea ad opera di Sparta nel 382 a.C.) dal riformare questa confederazione.

##### Ricostruzione tebana
Pelopida ed Epaminonda dotarono Tebe di istituzioni democratiche simili a quelle di Atene, i tebani fecero rivivere il titolo di "beotarca" perso con la pace del re persiano e - con la vittoria a Leuttra e la distruzione del potere spartano - la coppia raggiunse l'obiettivo dichiarato di rinnovare la confederazione. Epaminonda liberò il Peloponneso da oligarchie pro-spartane, sostituendole con democrazie pro-tebane, costruirono città e ne ricostruirono un certo numero di quelle distrutte da Sparta. Similmente sostennero la ricostruzione della città di Messene grazie a un'invasione di Laconia che consentì loro di liberare gli iloti e a dar loro Messene come capitale.
Decisero, alla fine, di costituire piccole confederazioni in tutto il Peloponneso, costituendo una confederazione arcadica (la pace del re aveva distrutto una precedente confederazione arcadica ponendo Messene sotto controllo spartano.).

##### Confronto tra Atene e Tebe
La forza della lega della Beozia spiega i problemi di Atene con i suoi alleati nella seconda Lega ateniese. Epaminonda riuscì a convincere i suoi connazionali a costruire una flotta di 100 triremi per creare pressione nei confronti delle città della lega ateniese cercando di farle entrare nella lega marittima della Beozia. Epaminonda e Pelopida riformarono anche l'esercito di Tebe introducendo mezzi di combattimento nuovi e più efficaci. Così, l'esercito di Tebe fu in grado di portare la guerra contro la coalizione di altri stati greci alla battaglia di Leuttra nel 371 a.C. e alla battaglia di Mantinea nel 362 a.C.
Sparta rimase una potenza importante di fronte alla forza di Tebe, tuttavia, alcune delle città alleate di Sparta decisero di sciogliersi dall'alleanza a favore di Tebe. Nel 367 a.C., sia Sparta che Atene inviarono dei delegati ad Artaserse II, il Grande Re di Persia. Questi delegati cercarono di ottenere che Artaserse, ancora una volta, dichiarasse l'indipendenza greca e una pace comune unilaterale, proprio come aveva fatto venti anni prima, nel 387 a.C. Questo trattato di pace unilaterale, comunemente chiamato la " Pace del Re", o "Pace di Antalcida", aveva spezzato tutti i legami tra le varie città-stato della Grecia. Come notato sopra, questo aveva significato la distruzione della lega beota nel 387 a.C. Sparta e Atene ora speravano che potesse accadere la stessa cosa con una nuova simile dichiarazione del Grande Re dell'impero persiano. Tebe inviò Pelopida ad argomentare contro questo tentativo di un nuovo "trattato di pace" unilaterale, garantito dall'impero persiano. Ora però, venti anni dopo, nel 367 a.C., il Gran Re venne convinto da Pelopida e dai diplomatici tebani che Tebe, e la lega beota, sarebbero stati i migliori agenti degli interessi persiani in Grecia. Di conseguenza, il Gran Re non stabilì alcuna nuova "Pace del Re". Quindi, l'accordo con Tebe, lasciò Atene e Sparta in balia delle sole proprie forze. Tebe, nel frattempo, aveva ampliato la propria influenza oltre i confini della Beozia. Nel 364 a.C., i tebani sconfissero l'esercito di Alessandro di Fere nella Battaglia di Cinocefale, che si trovava nel sud-est della Tessaglia nella Grecia settentrionale. Pelopida portò l'esercito tebano a Cinocefale ma, durante la battaglia venne ucciso.
Il quadro confederale del rapporto di Sparta con i suoi alleati, era davvero artificiale, dal momento che aveva tentato di mettere insieme città che non erano mai state in grado di accordarsi su molto o tutto in passato. Tale fu il caso delle città di Tegea e Mantinea, ri-alleate nella confederazione dell'Arcardia. I mantinesi ricevettero il sostegno degli ateniesi e i tegeati quello dei tebani. Nel 362 a.C. il generale tebano Epaminonda, schierò un esercito contro una coalizione di forze ateniesi, spartane, elisiane, mantinesi e achee. La battaglia si svolse a Mantinea. I tebani prevalsero, ma questo trionfo fu di breve durata, visto che Epaminonda morì in battaglia, affermando "Vi lascio a Tebe due figlie, la vittoria di Leuttra e la vittoria a Mantinea".
Nonostante la vittoria ottenuta a Mantinea, alla fine, i tebani abbandonarono la loro politica di intervento nel Peloponneso. Questo evento è considerato come uno spartiacque nella storia greca. Così, Senofonte conclude la sua storia del mondo greco, a questo punto, nel 362 a.C. La fine di questo periodo è ancora più confuso del suo inizio. La Grecia era venuta meno e, secondo Senofonte, la storia del mondo greco non era più intelligibile.
L'idea di egemonia scomparve. Dal 362 a.C. in poi, non ci fu più una sola città che potressee esercitare un potere egemonico in Grecia. Gli spartani erano molto indeboliti; gli ateniesi non erano in condizione di far operare la loro marina militare, e dopo il 365 a.C. non avevano più alcun alleato; Tebe poteva esercitare un predominio effimero, e aveva i mezzi per sconfiggere Sparta e Atene, ma non per essere una grande potenza in Asia Minore.
Intervennero altre forze, come il re persiano, che si era nominato quale arbitro tra le città greche, con il tacito consenso delle stesse. Questa situazione rafforzò i conflitti e vi fu una proliferazione di guerre civili. Una guerra dopo l'altra, ciascuna più lunga e sanguinosa, e il ciclo non poteva essere rotto. Le ostilità ebbero luogo anche durante l'inverno per la prima volta, nell 370 a.C. con l'invasione della Laconia.

### Ascesa del regno di Macedonia
Tebe cercò di mantenere la sua posizione fino a quando venne eclissata dalla potenza crescente della Macedonia nel 346 a.C. La grande Macedonia iniziò a svilupparsi nel 359 a.C., quando Filippo II divenne reggente di suo nipote, Aminta. In breve tempo, Filippo fu acclamato re come, Filippo II di Macedonia, con diritto di successione al trono per i suoi eredi.
Sotto Filippo II, (359-336 a.C.), la Macedonia si espanse nel territorio dei peoni, traci e degli illiri. Nel 357 a.C., Filippo conquistò la città portuale della Tracia Amfipoli. La conquista di questa città gli permise di soggiogare tutta la Tracia. Atene combatté per evitare che i macedoni conquistassero tutta la Tracia ma senza successo. Un anno dopo, nel 356 a.C., i macedoni attaccarono e conquistarono la città portuale di Pidna controllata dagli ateniesi. Questo portò la minaccia macedone fino ad Atene. Demostene divenne uno degli statisti principali di Atene, in questo periodo, opponendosi con forza ai macedoni. Con l'inizio della Guerra focese nel 356 a.C., Demostene divenne sempre più attivo nell'incoraggiare Atene a combattere energicamente contro le mire espansionistiche di Filippo. I macedoni divennero sempre più coinvolti politicamente con le città-stato del centro-sud della Grecia, ma conservarono aspetti più arcaici rievocando la cultura del palazzo, prima a Aegae (moderna Vergina) e poi a Pella, simile a quella micenea, cultura superiore a quella delle città-stato classiche. Militarmente, Filippo riconobbe il nuovo stile della falange di combattimento che era stato impiegato da Epaminonda e Pelopida a Tebe. Di conseguenza, incorporò questo nuovo sistema nell'esercito macedone. Filippo II portò anche un precettore militare tebano in Macedonia per istruire il futuro Alessandro Magno nel metodo tebano di combattimento.
Il figlio di Filippo, Alessandro Magno, era nato a Pella, Macedonia (356-323 a.C.). Filippo II portò Aristotele a Pella quale insegnante del giovane Alessandro. Durante la sua vita, Filippo II consolidò il suo dominio sulla Macedonia e ciò avvenne dal 359 a.C., quando Filippo aveva iniziato a guardare verso l'espansione dell'influenza della Macedonia nei confronti dell'estero. Il sogno di ripristinare la Grecia al suo splendore per liberare tutte le terre greche dal dominio persiano era vivo, anche in questa fase iniziale. Questo sogno comprendeva anche la conquista della Persia
Nel 358 a.C., Filippo si alleò con l'Epiro nella sua campagna contro l'Illiria. Nel 357 a.C., rivolse la sua attenzione sulla valle del fiume Strimone ed entrò in conflitto diretto con Atene. Amfipoli, una città situata alla foce del fiume Strimone ad est della Macedonia, era un importante porto commerciale di Atene. Così, quando Filippo attaccò e conquistò Amfipoli nel 357 a.C., Atene dichiarò guerra alla Macedonia. L'anno successivo, nel 356 a.C., Filippo conquistò anche Pidna. Nel 352 a.C., il grande oratore ateniese e capo politico del "partito della guerra", Demostene fece molti discorsi contro la minaccia macedone, dichiarando Filippo II come il più grande nemico di Atene. Il leader ateniese del "partito della pace", era Focione, che avrebbe voluto evitare un confronto con Filippo, poiché sentiva, che sarebbe stato catastrofico per Atene. Nonostante i tentativi di Focione, tendenti a frenare il partito della guerra, Atene rimase in guerra con la Macedonia per anni dopo la dichiarazione di guerra. I negoziati tra Atene e Filippo II iniziarono solo nel 346 a.C. Gli ateniesi fermarono con successo alle Termopili l'invasione dell'Attica da parte di Filippo nel 352 a.C. tuttavia, Filippo sconfisse i focesi nella battaglia dei Campi di Croco. Il conflitto tra la Macedonia e tutte le città-stato della Grecia venne a fine nel 338 a.C., alla battaglia di Cheronea.
Oltre alla madre di Alessandro, Filippo prese un'altra moglie di nome Cleopatra Euridice. Cleopatra ebbe una figlia, Europa, e un figlio, Carano. Questi rappresentava una minaccia alla successione di Alessandro. Cleopatra Euridice era macedone e, quindi, Carano, era di sangue completamente macedone. Olimpiade, madre di Alessandro d'altra parte era dell'Epiro e, quindi, Alessandro era considerato solo per metà macedone. (Cleopatra Euridice non deve essere confusa con Cleopatra di Macedonia, che era sorellastra di Alessandro e quindi figlia di Filippo e Olimpia.).
Filippo II fu assassinato al matrimonio di sua figlia Cleopatra di Macedonia con il re Alessandro I d'Epiro nel 336 a.C. Alessandro, reclamò immediatamente il trono di Macedonia, eliminando tutti gli altri pretendenti, tra cui il cugino Amita e Carano, il figlio di Cleopatra Euridice. Alessandro aveva soltanto venti anni quando salì al trono.
Dopo la salita al trono, Alessandro continuò a realizzare i progetti del padre e a conquistare tutta la Grecia. Lo fece sia per la potenza militare che per sua precisa persuasione. Dopo la sua vittoria su Tebe, si recò ad Atene. Nonostante i discorsi di Demostene sulla minaccia macedone a nome del partito della guerra di Atene, il pubblico di Atene era ancora molto diviso tra il "partito della pace" e il "partito della guerra" di Demostene. Tuttavia l'arrivo di Alessandro incantò gli ateniesi. Il partito della pace si rafforzò e venne conclusa una pace tra Atene e la Macedonia. Ciò consentì ad Alessandro di portare avanti il suo sogno di lunga data di conquistare la parte orientale, con un unico e sicuro stato greco alle sue spalle.
Nel 334 a.C., Alessandro con circa 30 000 soldati di fanteria e 5 000 cavalieri attraversò l'Ellesponto per recarsi in Asia, ma non tornò mai indietro. Alessandro aumentò in poco tempo il suo potere, non solo nelle città-stato della Grecia centrale, ma anche nell'impero persiano, compreso l'Egitto e nelle terre come quelle dell'Estremo Oriente con frange anche in India. Si adoperò per diffondere la cultura greca in tutto il mondo conosciuto. Alessandro morì nel 323 a.C. a Babilonia durante la sua campagna di conquista in Asia.
Il periodo classico termina convenzionalmente con la morte di Alessandro Magno nel 323 a.C. e la frammentazione del suo impero, diviso tra i Diadochi, che, secondo molti studiosi, segna l'inizio dell'ellenismo.

## Eredità della Grecia classica
L'eredità della Grecia classica è stata fortemente sentita da post-Rinascimento europeo d'élite, che si considerava l'erede spirituale della Grecia. Will Durant scrisse nel 1939 che «salvo le macchine, non c'è quasi nulla di profano nella nostra cultura che non venga dalla Grecia,» e viceversa «non c'è niente nella civiltà greca che non illumina la nostra». Marianna de Marzi ha osservato anche la misura in cui il pensiero greco classico ha influenzato la progressione della civiltà occidentale, scrivendo: «La profondità delle conoscenze acquisite attraverso questo periodo della storia, nell'arte, nella matematica, nella musica e molto altro, è incomparabile a qualsiasi altro capitolo della ricerca umana.»